# XII Korpus Armijny (Hiszpania)

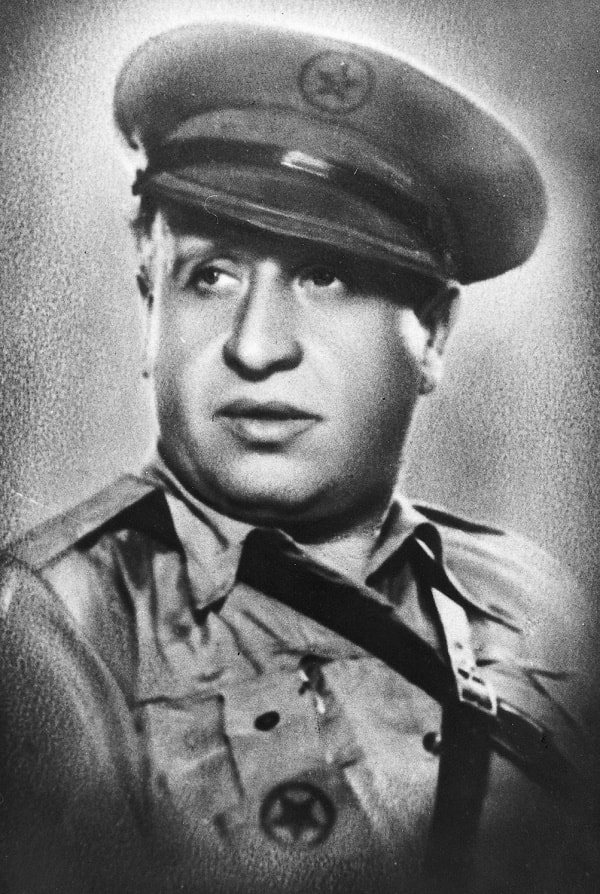
Virgilio Llanos Manteca, komisarz polityczny XII KA

XII Korpus Armijny” (hiszp. XII Cuerpo de Ejército) – hiszpański związek taktyczny z okresu wojny domowej.
XII Korpus Armijny (XII KA) sformowany został w 1937 roku. W czasie w bitwie nad Ebro wchodził w skład Armii Ebro. Żołnierze XII KA zakończyli szlak bojowy wraz z Armią Ebro. Zostali zmuszeni do wycofania się w stronę granicy hiszpańsko-francuskiej. 

## Dowództwo korpusu
Dowódca:
- mjr Etelvino Vega[3]

Komisarz polityczny:
- Virgilio Llanos Manteca

Szef sztabu:
- mjr Pedro Ferrando

## Struktura organizacyjna
Skład w czasie bitwy nad Ebro:
- 16 Dywizja, dowódca: mjr Manuel Mora[3]
  - 23 Brygada
  - 24 Brygada
  - 149 Brygada
- 44 Dywizja, dowódca: mjr Ramon Pastor[3]
  - 143 Brygada
  - 144 Brygada
  - 145 Brygada
- 2 Brygada Kawalerii